# III. Henrik kasztíliai király
III. (Beteges, Szenvedő) Henrik (Burgos, 1379. október 4. – Toledo, 1406. december 25.), a Trastámara-házból származó kasztíliai és leóni király volt, 1390-től 1406-ig uralkodott.

## Származása
Az apja I. János (1358–1390) király. Az édesanyja I. János első felesége, Aragóniai Eleonóra (1358–1382), a Barcelonai-házból származó IV. Péter (1319–1387) aragóniai királynak és harmadik feleségének, Szicíliai Eleonórának (1325–1375) a leánya.

## Uralkodása
III. Henrik a trónra lépése előtt az Asztúria hercege címet viselte (1388 óta); azóta a kasztíliai – majd a spanyol – trónörökösöknek ez a hivatalos címe.
Az uralkodó kiskorúsága alatt, az apjának a kívánságára, hattagú régenstanács irányította a királyságot, amelynek a következő előkelőségek voltak a tagjai: Pedro Tenorio (1328–1399), toledói érsek (aki tanács vezetője is volt); Juan García Manrique (?–1416), Santiago de Compostela érseke, Aragóniai Alfonz (Ribagorzai Alfonz) (1332–1412), Villena őrgrófja, Kasztília első fő-hadparancsnoka (Condestable de Castilla); Gonzalo Núñez de Guzmán (1334–1404), a Calatrava Lovagrend mestere, Juan Alonso Pérez de Guzmán y Osorio (1342–1396), Niebla grófja, és Juan Hurtado de Mendoza (1340 körül?–?) főudvarnagy. A régenstanács regnálására két nemesi érdekcsoport viszálya volt a jellemző: A főnemesség Pedro Tenorio érsek, míg a köznemesség Juan García Manrique érsek mögött sorakozott fel. Abban azonban a tanács tagjai egyetértettek, hogy – már 1391-ben – a nagyhatalmú főurat, Aragóniai Alfonzt, IV. Péter aragóniai királynak az unokatestvérét, a „Condestable de Castilla” címtől megfosztották. 1391. májusban pedig Juan García Manrique Pedro Enríquezt (1355 körül – 1400) jelölte a fő-hadparancsnoki tisztségre.
III. Henriket 1393-ban nagykorúvá nyilvánították, de az augusztusban megtartott Cortes (a rendi gyűlés) a régenstanácsot felváltó koronatanácsot állította fel, a király nevében most ez a testület irányította az országot, amelyet – ekkor – a következő személyek alkottak: Diego López de Estúñiga (Zúñiga) (1350 körül – 1417) főbíró, Pero (Pedro) López de Ayala (1332–1407) kancellár (1398-tól főkancellár), Ruy López Dávalos (1357 – 1428), a fő-hadparancsnok, Pedro Tenorio érsek, és Juan Hurtado de Mendoza főudvarnagy. A nemességen belüli hatalmi harcok a tanács tagjainak megválasztása kapcsán is folytak: Pedro Enríquezt megfosztották tisztségétől, helyette lett Ruy López Dávalos lett a „Condestable de Castilla.”
III. Henriknek a következő évben, 1394-ben, lázadással kellett szembenéznie: Alfonz Henrik (Alfonso Enríquez) (1355 – 1395), Noreña grófja, II. Henrik (1334–1379) kasztíliai királynak – III. Henrik nagyapjának – a házasságon kívül született fia, egy nemesi csoport élén, fellázadt a király ellen. Csatlakozott hozzá féltestvére, Frigyes (Fadrique) (1360?–1394), Benavente hercege, és az unokatestvérük, a tisztségétől megfosztott Pedro Enríquez is. A szervezkedést támogatta Eleonóra (1363 körül–1416) navarrai királyné, III. Henrik nagynénje (II. János húga), III. Károly (1361–1425) navarrai király (Évreux-ház) felesége is. III. Henrik gyorsan cselekedett: Frigyes herceget elfogatta (ő – még 1394-ben – fogságban meghalt); Eleonórának 1395-ben vissza kellett térnie Navarrába; Alfonz Henriknek pedig Franciaországba kellett menekülnie. Pedro Enríqueznek a király megbocsátott. A felkelők legyőzésével III. Henrik a királyi hatalmát megszilárdította; és belekezdhetett az államszervezet reformjába.
1396-ban – az 1389-ben megkötött fegyverszünetet megsértve – I. János (1358 – 1433) portugál király (Avis-ház) váratlanul Kasztíliára támadt. Ekkor Juan García Manrique, Santiago de Compostela érseke, azt javasolta a portugál uralkodónak, az ország nemeseiből alakítson egy ligát III. Henrik ellen. Ez a korszak ugyanis a nagy nyugati egyházszakadás korszaka is, ekkor regnált a római IX. Bonifác pápa és az avignoni XIII. Benedek ellenpápa; és a pápaság kérdésében az érsek és III. Henrik teljesen más álláspontot képviseltek. 1397-ben azonban Diego Hurtado de Mendoza (1367–1404), Kasztília admirálisa, legyőzött egy portugál flottát; biztosítva a tengeren a kasztíliai fölényt. Juan García Manrique Portugáliába emigrált, ahol I. János király – először – Braga érsekéve tette (1397). A következő évben (1398) Ruy López Dávalos, a „Condestable de Castilla”, kiűzte a portugálokat Kasztíliából, sőt, portugál területre lépett, és még ebben az évben Kasztília és Portugália – a kasztíliaiak számára előnyös feltételekkel – fegyverszünetet kötöttek.
Kasztília megerősödését III. Henrik expanzív külpolitikában kamatoztatta.
A tengeri kereskedelem biztonsága céljából 1400-ban (más adatok szerint 1399-ben) Diego Hurtado de Mendoza egy jól sikerült akcióval megsemmisítette a marokkói Tetuán városbeli kalóztámaszpontot. (Mendoza admirális 1404-ben meghalt; III. Henrik 1405-ben Alfonz Henriket (Alfonso Enríquez) (1354 – 1429), Pedro Enríquez, korábbi „Condestable de Castilla” féltestvérét nevezte ki az új kasztíliai admirálisnak.)
Jean de Béthencourt (1362?–1425?), normandiai hajós, aki III. Henrik hűbérese lett, 1402-ben megkezdte a Kanári-szigetek meghódítását. A tényszerűséghez az is hozzá tartozik, hogy III. Henrik már 1393-ban küldött expedíciót a Kanári-szigetekre, Gonzalo Pérez (Gonzalo Peraza) (? – ?), Almonaster ura vezetésével.
III. Henrik – miközben fellépett a muzulmán kalózok ellen – egy kiváló kasztíliai hajós, Pero Niño (1378–1453) részére – lényegében véve – kalóztevékenységre adott megbízást. Pero Niño 1404-ben a Földközi-tengeren tett több hajóutat, majd 1405-ben más feladatott kapott, az ekkor még javában zajló százéves háborúban. Kasztília – Anglia ellenében – Franciaország szövetségese volt. VI. (Őrült) Károly (1368–1422) király (Valois-ház) III. Henriktől kért segítséget. A Pero Niño vezette kasztíliai hajóhad 1405-től kezdve, 1407-ig, az Atlanti-óceánon a franciák harcát támogatta; több győzelmet aratva az angolokkal szemben.
1406-ban, a viszonylag hosszabb ideje tartó békét megtörve, a Granadai Királyság – Murcia tartomány elleni támadással – megtámadta a Kasztíliai Királyságot. Még ebben az évben a III. Henrik – és Juan de Tovar (1370 körül–1415), Cevico ura – vezette kasztíliaiak, Collejares mellett, legyőzték a VII. Muhammad (1370–1408) király (Nasszerida-dinasztia) vezette hadsereget, véget vetve a mór előrenyomulásnak. A tehetséges uralkodónak nem adatott meg hosszabb élet: Nem sokkal a győzelem után, 1406 Karácsonyán, betegségben meghalt; egyéves fiára hagyva a trónt.
III. Henriknek volt egy merész elképzelése: Kétszer is követeket (Hernán Sánchez de Palazuelos /?–?/,Ruy González de Clavijo /?–1412/, Paio Gómez de Soutomaior) küldött Timur Lenk (1336–1405) mongol (avagy türk) fejedelemhez, az oszmán-törökök elleni összefogás céljából; ez a terv – nyilvánvalóan – nem valósult meg.

## Házassága és gyermekei
III. Henrik 1388-ban házasságot kötött Lancasteri Katalin (1372 – 1418) hercegnővel; a szertartást 1393-ban formálisan megismételték. A feleségének az apja a Plantagenêt-házból származó John of Gaunt (1340 – 1399), Lancaster hercege, III. Edward (1312 - 1377) angol király fia. A feleségének az édesanyja a herceg második felesége, Konstancia (1354 – 1394), az Ivreai-Burgundiai házból származó I. Péter (1334 – 1369) kasztíliai királynak María de Padillától (1334 körül – 1361) született, idősebbik leánya.
Gyermekeik:
- Mária (1401 – 1458) aragóniai királyné. A férje V. Alfonz (1394 – 1458) aragóniai király (Trastámara-ház); I. Alfonz néven szicíliai – és szintén I. Alfonz néven – nápolyi király.
- Katalin (1403 – 1439) a házasságkötése révén Villena hercegnéje. A férje Aragóniai Henrik (1400 – 1445) Segorbe ura, Alburquerque grófja, és Villena hercege (Trastámara-ház).
- János (1405 – 1454) infáns; II. János néven Kasztília és León királya, III. Henrik utóda.

## Külső hivatkozások
- - 2013. szeptember 21.
- – 2013. szeptember 21.
- - 2013. szeptember 21.
- - 2013. szeptember 21.
- - 2013. szeptember 21.
- - 2013. szeptember 21.
- – 2013. szeptember 21.
- – 2013. szeptember 21.
- - 2013. szeptember 21.
- - 2013. szeptember 21.
- - 2013. szeptember 21.

| Előző uralkodó: I. János | Kasztília királya 1390 – 1406 | Következő uralkodó: II. János |